# اسکودوی رم
اسکودوی رم (به انگلیسی: Roman scudo) (به ایتالیایی: Escudo di Roma) یکای پول رایج در کشور ایالات پاپی و جمهوری رم (قرن ۱۸) و جمهوری رم (قرن ۱۹) بود.